# 오이스터 카드
오이스터 카드(Oyster card)는 런던시내 대중 교통과 그레이터런던에서 서비스되는 내셔널 레일에서 사용되는 교통카드이다. 오이스터 카드는 2003년에 도입되었다. 2012년 6월, 오이스터 카드는 4300만 장 이상 발행되었다.

## 개요
현재, 런던 교통국(Transport for London, TfL)이 운영하는 런던 시내의 모든 지하철, 버스, DLR, 트램링크, 오버 그라운드에서 이용 가능하다. 그 외 일부 내셔널 레일에서도 사용 가능하고, 승차(또는, 승하차 양쪽 모두)시에 카드를 개찰기의 판독부에 터치하고, 정산을 실시한다. 개찰이 없는 교외의 역에서는, 간이 개찰기를 사용한다.
지하철등의 표를 현금으로 사는 것보다도 저렴하게 요금이 적용되어 자동적으로 제일 싼 요금이 선택된다. 예를 들면, 런던의 지하철의 Zone 1의 표를 현금으로 사면 £2이지만, 오이스터 카드라면 £1.60이 된다.(2009년 1월 2일 가격 인상)

## 같이 보기
- RFID